# Хворост, Максим Владимирович
Максим Владимирович Хворост (укр. Максим Володимирович Хворост, р.15 июля 1982) — украинский фехтовальщик-шпажист, чемпион мира и Европы.

## Биография
Родился в 1982 году в Харькове. В 2001 году стал чемпионом Европы. На чемпионате Европы 2002 года стал обладателем бронзовой медали. В 2003 году стал серебряным призёром чемпионата мира. В 2004 году принял участие в Олимпийских играх в Афинах, где занял 24-е место в личном первенстве, и 5-е — в командном.
В 2005 году завоевал серебряную медаль чемпионата мира и бронзовую медаль чемпионата Европы. В 2006 году стал бронзовым призёром чемпионата мира. В 2008 году принял участие в Олимпийских играх в Пекине, где занял 19-е место в личном первенстве, и 7-е — в командном.
В 2010 году стал серебряным призёром чемпионата Европы. На чемпионате Европы 2012 года завоевал бронзовую медаль. В 2015 году стал чемпионом мира. В 2016 выиграл бронзовую медаль на чемпионате Европы.

## Государственные награды
- Орден «За заслуги» ІІІ степени (9 сентября 2017)[2]